# Muzaffar al-Din Gokburi
Muzaffar al-Din Gokburi (o Gökburi) fou emir begtegínida d'Irbil.
Era hereu del seu pare Zayn al-Din Ali Kučuk ibn Begtegin, però a la mort d'aquest a Haran el 1168, el amir governador d'Irbil, Kaymaz, va portar al tron al seu germà petit Zayn al-Din Yusuf. Kaymaz va rebre més tard el govern de Mossul i Gokburi va rebre el govern d'Haran en compensació a la pèrdua d'Irbil; va donar suport a Saladí, amb el qual va participar en les campanyes de Síria i Palestina, i que li va cedir Edessa i Samòsata.
El 1190 va morir el seu germà Yusuf quan Gokburi estava amb un exèrcit preparat per participar en la campanya contra els croats a Acre, i llavors va cedir a Saladí, però a benefici del seu nebot Taki al-Din Umar d'Hamat (1178-1191), les seves possessions al Diyar Mudar a canvi de la investidura d'Irbil per Saladí actuant com a sobirà de fets dels zengites. Dues filles seves es van casar amb prínceps zengites.
Va conservar Irbil durant 44 anys lunars (1190-1233). Segons les seves monedes, després de la mort de Saladí ja no es va considerar vassall de ningú més que del califa al quer va llegar el seu principat quan va morir sense fills amb 81 anys. Forces del califa van ocupar efectivament Irbil.
La seva obra de govern està associada a nombroses fundacions de caritat, madrasses, khankahs, hospitals,hospicis, obres públiques pels peregrins, rescat de presoners i altres. Va establir la festa del Mawlid. Va tenir com a visir a Mustawfi al-Irbili, historiador de la ciutat. Irbil, que era una ciutat cristiana, es va islamitzar parcialment en el seu govern. La seva política fiscal fou com a contrapartida, força dura.